# Normannognathus
Normannognathus es un género extinto de pterosaurio pterodactiloide dsungaripteroide de edad Kimmeridgiense del Jurásico Superior hallado en la formación Argiles d'Octeville de Francia.
En 1993 Jean-Jacques Lepage estando en la costa de Normandía en Cap de la Hève, cerca de Ecqueville, Octeville-sur-Mer, Seine-Maritime, Haute-Normandie, halló un fósil de diez centímetros de largo de un pterosaurio en una capa de arcilita marina.
En 1998 Eric Buffetaut et.al. nombró un nuevo género para el fósil. La especie tipo es Normannognathus wellnhoferi. El nombre del género se deriva de Normannia, el nombre en latín medieval para Normandía, y el término griego gnathos, "mandíbula". El nombre de la especie honra a Peter Wellnhofer.
El género está basado en el holotipo Musée Géologique Cantonal de Lausanne 59'583, la parte frontal izquierda de un cráneo y la mandíbula inferior, hallada asociada a éste pero no articulada. El hocico es bajo y aguzado, y se curva hacia arriba. Sólo la parte en frente de las fosas nasales ha permanecido. Sobre la cima de esta parte está presente una muy alta cresta ósea. ésta abruptamente sobresale desde el premaxilar, formando una cresta ondulada, con un borde superior cóncavo. Después esta punta redondeada se curva gradualmente hacia abajo hacia lo alto del cráneo; la forma posterior es desconocida debido a que el fósil termina en ese punto. La cresta es aplanada, corriendo a lo largo del medio de la mandíbula superior y muestra una textura fibrosa que puede indicar algún tipo de cubierta, como una capa de tejido córneo. 
Los dientes son robustos, pero no muy alargados. Estos continúan hasta la punta de las mandíbulas. El número de dientes es de cinco por premaxilar; el número es de al menos nueve en el maxilar, y al menos catorce por dentario: no se pueden dar estimados confiables de los dos últimos totales debido a que la parte posterior de la cabeza se ha perdido.  
Los descriptores asignaron a Normannognathus a la familia Germanodactylidae debido a que era muy similar a Germanodactylus, con la excepción de que se parece a Dsungaripterus en tener una cresta mayor con un abrupto inicio que en Germanodactylus y por posee un hocico apuntando hacia arriba. David Unwin en 2006 lo consideró como un miembro basal de los Dsungaripteroidea.